# Кавасос, Николь
Диана Николь Кавасос (англ. Diana Nicole Cavazos; род. 9 августа 1977, Форт-Уэрт, штат Техас, США) — американская актриса.

## Биография
Дебютировала в кино, исполнив небольшую второстепенную роль в телесериале «Джек и Бобби» и в трагикомедии «Герой месяца». Всего на сегодняшний день на счету актрисы исполнение ролей в пяти фильмах и телесериале, среди которых «Карибские ведьмы» (2005), «Закусочная смерти» (2007) и «Звезды бара» (2008).

## Фильмография
| Год  | Название          | Роль                          |
| ---- | ----------------- | ----------------------------- |
| 2004 | Герой месяца      | Мэрилин (не указана в титрах) |
| 2005 | Джек и Бобби      | Scary Kappa Girl              |
| 2005 | Карибские ведьмы  | Анжела                        |
| 2005 | Школа ужаса       | Мэри                          |
| 2007 | Закусочная смерти | Тиффа                         |
| 2008 | Звёзды бара       | Пэтти                         |